# بروس اندروز
بروس اندروز (بالإنجليزية: Bruce Andrews)‏ هو شاعر أمريكي، ولد في 1 أبريل 1948 في شيكاغو في الولايات المتحدة.